# Vigo di Cadore
Vigo di Cadore är en ort och kommun i provinsen Belluno i regionen Veneto i Italien. Kommunen hade 1 398 invånare (2018).